# Franzé Silva
Francisco José Alves da Silva, mais conhecido como Franzé Silva, (Buriti dos Lopes, 19 de dezembro de 1966) é um contador e político brasileiro, atualmente deputado estadual pelo Piauí.

## Dados biográficos
Filho de Manoel Damião dos Santos e Joana Alves da Silva. Formado em Contabilidade pela Universidade Federal do Piauí, é auditor fiscal da prefeitura de Teresina. Membro da Pastoral da Juventude, integra o PT desde 1980. Diretor do extinto Jornal da Manhã, assessorou a então vereadora Francisca Trindade. Em 2003 foi diretor administrativo e financeiro da Secretaria de Educação na gestão de Antônio José Medeiros e a seguir foi superintendente de Despesas da Secretaria da Fazenda nos dois primeiros mandatos de Wellington Dias e titular da pasta no segundo governo do mesmo.
Secretário de Administração no terceiro e no quarto governo Wellington Dias, foi eleito deputado estadual em 2018 e 2022. Em 31 de dezembro de 2022 assumiu, de forma interina, a presidência da Assembleia Legislativa do Piauí, pois Themístocles Filho renunciou ao cargo e ao mandato a fim de tomar posse como vice-governador no dia seguinte. Foi eleito presidente do legislativo estadual no mesmo dia em que seus pares escolheram Severo Eulálio para o comando da casa a partir de 2025, numa decisão sem precedentes.